# Víctor Seix i Perearnau
Víctor Seix i Perearnau (Barcelona, 1 de juliol de 1923 - Frankfurt del Main, 21 d'octubre de 1967) va ser un editor i empresari català, vinculat a l'editorial Seix Barral. Estudià a l'escola Blanquerna i a l'Institut Escola de Barcelona, i posteriorment feu la carrera de Filosofia i Lletres a la Universitat de Barcelona. L'any 1944 (o 1945) entrà a Seix Barral, on modernitzà tota la maquinària de la impremta. El 22 de febrer de 1949 es va casar amb Montserrat Salvat i Pons. L'any 1950, en entrar a l'empresa Carlos Barral, l'editorial prengué un nou gir. Poc després, amb Jacobo Muchnik i Joana Mercé Varela, fundaren l'editorial Difusora Internacional (DISA). Foren els primers a editar els Anuaris, any rere any, i comercialitzar-los a través de la xarxa de venda directa. Formà part del Sindicato del Papel y Artes Gráficas espanyol. A partir dels anys cinquanta, amb un grup de joves universitaris, promogué el moviment internacional de la pau "Pax Christi". En ocasió de la Fira del Llibre de Frankfurt, sofrí en aquesta ciutat un accident de tramvia, i morí pocs dies després, el 21 d'octubre de 1967.

## Obres
- El bandolerismo catalán en la literatura española.